# بول هايوارد
بول هايوارد (بالإنجليزية: Paul Hayward)‏ هو مهرب مخدرات أسترالي، ولد في 11 يناير 1954 في سيدني في أستراليا، وتوفي في 9 مايو 1992 في Canterbury, New South Wales ‏ في أستراليا.